# Zentrale Westliche Metropolregion in Kolumbien
Die Zentrale Westliche Metropolregion, Área Metropolitana de Centro Occidente (AMCO), ist ein kolumbianischer Ballungsraum (Áreas metropolitanas de Colombia) im Departement Risaralda. Sie liegt zwischen den Becken des Río Otún, Río Consota und des Ró Barbas, die von Osten nach Westen verlaufen, und des Río Cauca, der von Süden nach Norden verläuft. Sie besteht aus der Großstadt Pereira mit einer Fläche von 60.766 ha., der Stadt Dosquebradas mit 7.058 ha. und der Gemeinde La Virginia mit 3.247 Hektar. Die Region hat 735.796 Einwohner. Ihr wirtschaftlicher und politischer Kern ist zugleich die Stadt Pereira.

## Metropolregion
Die Metropolregion wurde durch die Verordnung Nr. 020 vom 15. Dezember 1981 des Departementsrats von Risaralda geschaffen. Sie liegt im oberen Einzugsgebiet des Río Otún und hat eine Fläche von 846 km². Zunächst bestand sie aus Pereira und Dosquebradas. Bereits 1984 wurde die erste Verordnung erlassen, um auch die Gemeinde La Virginia in die Metropolregion zu integrieren. Zwar bereits 1985 formalisiert, wurde die Metropolregion mit Pereira, Dosquebradas und La Virginia erst mit der Verordnung Nr. 14 vom März 1991 endgültig in ihrer aktuellen Form festgeschrieben.

## Demografie der Metropolregion
Die Bevölkerung der Metropolregion beträgt 735.796 Einwohner des städtischen und ländlichen Gebiets, verteilt wie folgt:
| Pereira                                                               | 66001 | 702   | 481.768 |
| Dosquebradas                                                          | 66170 | 70,8  | 225.540 |
| La Virginia                                                           | 66400 | 33    | 28.488  |
| Total                                                                 | —     | 805,8 | 735.796 |
| Von DANE durchgeführte Volks- und Wohnungsschätzung für das Jahr 2023 |       |       |         |

Angesichts der Tatsache, dass die Gesamtbevölkerung des Departements Risaralda 968.626 Einwohner beträgt, leben 76 % der Einwohner Risaraldas in der Metropolregion Pereira.

## Ökonomie
Die Metropolregion Pereira mit den Gemeinden Dosquebradas und La Virginia ist eine der wichtigsten Regionen Kolumbiens mit großem Wachstum in den letzten Jahren. Sie liegt in der Kaffeeanbauregion Kolumbiens (Eje Cafetero). Die Wirtschaft basiert neben Kaffee auch auf Viehzucht, der Herstellung von Möbeln, Schuhen und Kleidung. La Virginia gilt als ein Eingangstor zum Departamento del Chocó.